# Сторри, Бет
Элизабет Луиз «Бет» Сторри (англ. Elizabeth Louise ("Beth") Storry, родилась 24 апреля 1978 года в Рединге) — британская хоккеистка на траве, вратарь клуба «Рединг»; бронзовый призёр летних Олимпийских игр 2012 в составе сборной Великобритании. На международных турнирах представляет Англию, в её составе — серебряный призёр Трофея чемпионов-2012, бронзовый призёр чемпионата Европы-2007.

## Спортивная карьера
Выступала ранее за английский клуб «Слаф», играла в Нидерландах за «Роттердам», «Кампонг» и «Стихтсе» (СКХК). В составе сборной Англии завоёвывала бронзовые медали Игр Содружества-2006, чемпионата Европы-2007 и так называемого Вызова чемпионов-2007. В составе сборной Великобритании — бронзовый призёр Олимпийских игр 2012 года.

## Личная жизнь
Не скрывает нетрадиционную сексуальную ориентацию, состоит в браке с нидерландской хоккеисткой Шанталь де Брёйн и воспитывает сына. В 2014 году выступала в кулинарном телешоу «Heel Holland Bakt» и дошла до финала.